# Foodie Love
Foodie Love és una sèrie dirigida i guionitzada per Isabel Coixet i protagonitzada per Laia Costa i Guillermo Pfening. Es tracta d'una sèrie còmica que es va estrenar a través de HBO España el 4 de desembre de 2019, convertint-se en la primera ficció espanyola de la plataforma de streaming.

## Sinopsi
Una parella, tots dos amants de la gastronomia, tenen una cita després de contactar a través d'una app per a amants del menjar. Ella i ell comencen a conèixer-se, amb els dubtes típics dels primers passos d'una possible relació, visitant diversos restaurants, amb la incertesa del present i el record de les ferides sentimentals causades per relacions anteriors. El sabor amarg d'una relació pot durar molt de temps, però sempre hi ha un plat nou per descobrir, i llavors les emocions tornen. Por, desig, embriaguesa. L'amor, com la cuina, és llançar-se al buit amb els ulls tancats.

## Repartiment

### Repartiment principal
- Laia Costa - Ella
- Guillermo Pfening - Ell

### Repartiment episòdic
- Igor Mamlenkov - El taxista rus (Episodi 2)
- Édgar Vittorino - Noi (Episodi 2)
- Bob Pop - Noi menjant ramen (Episodi 3)
- Rachel Lascar - Carol (Episodi 4)
- Pau Arenós Usó - Crític gastronòmic
- Aleida Torrent - Cambrera (Episodi 5)
- Sergio Torres - Ell mateix (Episodi 5)
- Javier Torres - Ell mateix (Episodi 5)
- Albert Pujols - Xef de Restaurant (Episodi 5)
- Albert Capdevila - Cuiner "stager" (Episodi 5)
- Eloi Costa - Repartidor 2 (Episodi 5 - Episodi 6)
- Malcolm McCarthy - Repartidor 1 (Episodi 5 - Episodi 6; Episodi 8)
- Ferran Adrià - Ell mateix (Episodi 6)

#### Amb la col·laboració especial de
- Natalia de Molina - Natalia (Episodi 1; Episodi 7)
- Greta Fernández - Greta (Episodi 1; Episodi 7)
- Thony Thornburg - Jun (Episodi 1; Episodi 3; Episodi 6 - Episodi 8)
- Agnès Jaoui - Mujer francesa (Episodi 2)
- Yolanda Ramos - Coctelera Yolanda (Episodi 2; Episodi 8)
- Luciana Littizzetto - Gelatera (Episodi 4)
- Nausicaa Bonnín - Repartidora (Episodi 5)

## Capítols
| N. (serie) | Títol                                        | Direcció      | Guió          | Data d'emissió        |
| --- | -------------------------------------------- | ------------- | ------------- | --------------------- |
| 1 | «Solo un café»                               | Isabel Coixet | Isabel Coixet | 4 de desembre de 2019 |
| Dos amants de la gastronomia (foodies) tracten de trencar el gel en la seva primera cita, però sortejar els nervis i les ficades de pota és més difícil que parlar de plats únics. Per sorpresa seva, el que anava a ser “només un cafè”, promet alguna cosa més. |                                              |               |               |                       |
| 2 | «Breakfast in Kentucky»                      | Isabel Coixet | Isabel Coixet | 4 de desembre de 2019 |
| La segona trobada tampoc resulta com la hi havien imaginat. Què passa quan t'emborratxes esperant a una cita impuntual? Que les màscares cauen. Després de superar alguns obstacles, els nostres foodies es troben entre pastrami i còctels. O gairebé.           |                                              |               |               |                       |
| 3 | «La Gyoza de Proust»                         | Isabel Coixet | Isabel Coixet | 4 de desembre de 2019 |
| El sabor més inesperat pot despertar fantasmes del passat. Inseguretats, pors. Un estira-i-arronsa que cada vegada allunya als dos protagonistes més d'aquesta solitud que tant temen. I el petó no acaba d'arribar. Queda poc i els dos desitgen degustar-ho.    |                                              |               |               |                       |
| 4 | «Gelato di Neve»                             | Isabel Coixet | Isabel Coixet | 4 de desembre de 2019 |
| Ell viatja a Itàlia per negocis. Ella intenta sobreviure a una grip en el seu sofà. Una trucada telefònica es convertirà en una cita inesperada i en un recorregut per la Roma més sensorial. De camí també coneixerem el millor gelat del món.                   |                                              |               |               |                       |
| 5 | «La última cena»                             | Isabel Coixet | Isabel Coixet | 4 de desembre de 2019 |
| La cinquena cita de la parella és un autèntic viatge del paladar a través de la cuina moderna d'un exquisit restaurant. Els sabors i emocions que desperten el seu menú deixaran a flor de pell les veritables pulsions dels protagonistes.                       |                                              |               |               |                       |
| 6 | «El croissant perfecto no existe»            | Isabel Coixet | Isabel Coixet | 4 de desembre de 2019 |
| Després d'una nit perfecta junts, en els nostres foodies afloren de nou els dubtes sobre el que de debò vol cadascun. Però, què poden fer en una cuina dos adults que s'atreuen un diumenge al matí?                                                              |                                              |               |               |                       |
| 7 | «Esto es Francia»                            | Isabel Coixet | Isabel Coixet | 4 de desembre de 2019 |
| En el seu primer viatge com a parella, a França, les coses no ocorren com ell tenia previst. El seu veritable caràcter surt a la llum i la relació s'enfronta a la seva primera prova. La vida és massa curta com per a lamentar-se per un menú degustació.       |                                              |               |               |                       |
| 8 | «Una ofrenda de tabaco, cerveza y chocolate» | Isabel Coixet | Isabel Coixet | 4 de desembre de 2019 |
| Una cita sorpresa remou de nou el passat. Després d'un agre comiat, amb la promesa de veure's l'endemà, ella desapareix i ell s'enfonsa en la desesperació. Ella viatja al Japó per a reconciliar-se amb els seus fantasmes i tancar una porta entreoberta.       |                                              |               |               |                       |